# ビルバオ＝アチュリ駅
ビルバオ＝アチュリ駅(スペイン語: Estación de Bilbao-Atxuri)は、スペイン・バスク自治州・ビスカヤ県・ビルバオのイバイオンド区アチュリ地区にある鉄道駅。バスク鉄道（通勤鉄道）のターミナル駅であり、ビルバオ・トラム、ビルボバス、ビスカイバスに乗り換え可能である。
ビルバオ・トラムのホームはメインロビーに近く、ホームは1本だけである。バスク鉄道のホームは駅の反対側にあり、4本のホームを持つ。メインロビーには自動券売機やショップなどがあり、バスク鉄道の本社に行くこともできる。アチュリ駅はビルバオの中心市街地から見て南東方向、ネルビオン川の右岸にあり、駅を出て数キロはネルビオン川に沿って走る。北側には旧市街のカスコ・ビエホ地区がある。

## 歴史
1882年に建てられた建物を置きかえ、1913年に現在の駅舎が建設された。駅舎は建築家のマヌエル・マリア・スミスによって設計され、その様式はネオバスコ様式として知られている。バスク鉄道の駅であり、ベルメオやサン・セバスティアンとビルバオを結ぶ路線のターミナル駅である。ビルバオ・トラムのターミナル駅でもある。バスク自治州交通局によって管理されており、駅ビルはバスク鉄道の本社も兼ねている。
バスク鉄道の延伸計画が完了すると、バスク鉄道のアチュリ駅は使用されなくなる予定である。この延伸計画ではメトロ・ビルバオのエチェバリ駅とカスコ・ビエホ駅が接続され、アチュリ駅の他にボルエタ駅も使用されなくなる。アチュリ駅はビルバオ・トラム専用の駅となり、トラムがエチェバリ駅でバスク鉄道と接続する予定である。